# Gefährdeter Bezirk
Ein Gefährdeter Bezirk ist nach deutscher Rechtslage eine Sonderform des Sperrbezirkes.
Bei Tollwutverdacht wildlebender Tiere muss die Veterinärbehörde nach der Tollwutverordnung einen gefährdeten Bezirk ausweisen, das heißt, im Umkreis von zehn Kilometern um den Abschuss-, Tötungs- oder Fundort diesen anordnen und öffentlich bekannt machen. Dazu werden unter anderem entsprechende Warnschilder an den Ortsein- und Ausgängen aufgestellt. Erlegte oder gefundene Tiere dürfen nach dem Tierseuchengesetz nicht verwertet werden, sondern müssen der Veterinäruntersuchung zugeführt oder unschädlich beseitigt werden. Im gefährdeten Bezirk gelten besondere Vorschriften zur Haltung von Nutz- und Haustieren, zum Beispiel Anleinpflicht für Hunde und Impfschutz.